# Newman/Haas IndyCar featuring Nigel Mansell
Newman/Haas IndyCar featuring Nigel Mansell - i Japan känt som Nigel Mansell Indy Car (ナイジェルマンセル・インディカー?) och i Sydamerika känt som Newman/Haas IndyCar Estrelando Nigel Mansell - är ett racingspel med indycartema, utvecklat av Gremlin Interactive och utgivet av Acclaim, 1994 till SNES och Sega Mega Drive.
Spelet utspelar sig under Indycarsäsongen 1994.

### Fotnoter
1. ↑  ”Super NES soundtrack information”. SNES Music. http://www.snesmusic.org/v2/profile.php?profile=set&selected=1813. Läst 23 april 2014.
2. ↑  ”Release Information for SNES”. GameFAQs. Arkiverad från originalet den 20 februari 2014. https://web.archive.org/web/20140220113732/http://www.gamefaqs.com/snes/919589-newman-haas-indy-car-featuring-nigel-mansell/data. Läst 23 april 2014.
3. ↑  ”Release information for Sega Genesis”. GameFAQs. Arkiverad från originalet den 10 februari 2014. https://web.archive.org/web/20140210234649/http://www.gamefaqs.com/genesis/586350-nigel-mansells-indy-car-racing/data. Läst 23 april 2014.
4. ↑  ”översättning från japanska till engelska”. Superfamicom.org. http://superfamicom.org/info/newman-haas-indy-car-featuring-nigel-mansell. Läst 23 april 2014.